# Альфред Редер
Альфред Редер (нім. Alfred Rehder; 4 вересня 1863, Вальденбург, Саксонія — 25 липня 1949, Ямайка-Плейн, Бостон, Массачусетс) — німецько-американський ботанік, таксономіст і дендролог, який працював у дендрарії Арнольда Гарвардського університету. Вважався найкращим дендрологом свого покоління.

## Біографія
Альфред Редер народився 4 вересня 1863 року в місті Вальденбург у Саксонії, Німеччина. Він був первінцем Пауля Юлія Редера (1833—1917) і Текли Редер (1839—1897). Його батько був директором парку князів Шенбург-Вальденбурзьких, а його дід по батьківській лінії Якоб Генріх Редер був директором парку принца Пуклера в його парку в Бад-Мускау у Верхній Лужиці, Сілезія. Його бабуся по батькові була дочкою головного садівника в маєтках графа Брюля в Бранденбурзі.
Після відвідування гімназії у Цвікау Редер повернувся додому в 1881 році і три роки навчався у свого батька. У 1884 році він розпочав дворічне навчання в Ботанічному саду та ботанічному музеї Берліна-Далема під керівництвом відомих ботаніків, професорів Августа Вільгельма Ейхлера (1839—1887) і Пауля Фрідріха Августа Ашерсона (1834—1917). Потім він провів короткий час у флориста у Франкфурті-на-Майні, а потім отримав посаду у Густава Шрефельда, який згодом став його тестем, у парку в Мускау, де працював його дід. Його наступною роботою була посада головного садівника Великого герцогського ботанічного саду в Дармштадті, а з 1889 по 1895 рік він обіймав ту ж посаду в ботанічному саду в Геттінгені. Як головний садівник, Редер розпочав повну реорганізацію садів і почав проводити дослідження, писати про рослини та налагоджувати контакти з іншими ботаніками. Він покинув Геттінген у 1895 році та переїхав до Ерфурта, де став помічником редактора «Möller's Deutsche Gärtner-Zeitung» — головного німецького садівничого журналу. За три роки роботи в журналі він опублікував понад сто статей.
У 1898 році, у віці 34 років Редер відплив до Сполучених Штатів, щоб провести дендрологічні дослідження для «Möller's Deutsche Gärtner-Zeitung» і дослідити там вирощування фруктів. Уряд Німеччини також доручив йому вивчити американський виноград, який був стійкий до філоксери, хвороби, яку спричиняє попелиця, і яка загрожувала знищити виноробство в Європі. Бажаючи продовжувати самостійні дослідження, одночасно працюючи в німецькому періодичному виданні, він написав Чарльзу Спрегу Сардженту, першому директору дендрарію Арнольда з проханням про роботу влітку як «працюючий студент» на території дендрарію, який виконує фізичну працю за 1 долар на день. Йому доручили прополювати щойно висаджену колекцію кущів «енергійним використанням мотики», як він пізніше згадував. Сарджент швидко усвідомив здібності Редера та переконав його залишитися в Бостоні помічником у гербарії Дендрарію. Майже одразу Редер почав публікувати всі дендрологічні статті для «Cyclopedia of American Horticulture» Ліберті Хайда Бейлі і ця робота тривала кілька років.
У 1901 році Сарджент доручив йому величезне завдання зібрати бібліографічні дані, необхідні для складання «The Bradley bibliography: a guide to the literature of the woody plants of the world», виданого до початку двадцятого століття. Дослідження та публікацію бібліографії було профінансовано Еббі А. Бредлі як пам'ять про її батька Вільяма Ламберта Бредлі (1826—1894), новатора у галузі хімічних добрив.
Редер провів наступні сімнадцять років, збираючи детальну інформацію для понад 100 000 найменувань, які зрештою з'являться у п'ятитомній публікації на 3895 сторінках, яка є «довідником до літератури про деревні рослини, включаючи книги та статті в матеріалах наукових товариств, а також у наукових і популярних журналах, опублікованих усіма мовами до кінця дев'ятнадцятого століття». Далі Редер зробив великий внесок у таксономічну роботу для «Plantae Wilsonianae: An Enumeration of the Woody Plants Collected in Western China for the Arnold Arboretum of Harvard University During the Years 1907, 1908, and 1910 by E. H. Wilson» (укр. «Plantae Wilsoninae: Перелік деревних рослин, зібраних у західному Китаї для дендрарія Арнольда Гарвардського університету протягом 1907, 1908 та 1910 років Е. Г. Вілсоном»), відредагований професором Сарджентом і опублікований у 1913 році. Окрім професійної співпраці, Редер, Вілсон та їхні сім'ї також були справжніми друзями. Того ж року він отримав почесний ступінь магістра мистецтв Гарвардського університету за роботу над бібліографією Бредлі, а в 1918 році після смерті Чарльза Факсона став куратором гербарію Арнольдського дендрарію, і обіймав цю посаду до виходу на пенсію. За 22 роки спостереження Редера гербарій збільшився на 300 000 екземплярів.
У 1902 році Редер повернувся до Німеччини, щоб завершити свій «Синопсис роду Lonicera». Там він вивчав зразки жимолості — живі рослини та висушені гербарні зразки.
У 1904 році він і колега по дендропарку Джон Джордж Джек (1861—1949) подорожували разом західними Сполученими Штатами та Канадою, фотографуючи та збираючи види рослин.
Між 1904 і 1906 роками Редер подорожував Європою та Російською імперією, збираючи бібліографічні дані для Бібліографії Бредлі з ботанічних бібліотек, гербаріїв і музеїв. Він був учасником Міжнародного ботанічного конгресу 1905 року у Відні від імені Гарвардського університету, Перший том журналу «Arnold Arboretum» був виданий у 1919 році, і хоча ім'я Редера не вказано як редактора до 1926 року, він спонукав до створення видання та написав значну кількість статей для нього. Лише після смерті Сарджента в 1927 році Редер став старшим редактором і обіймав цю посаду протягом наступних тринадцяти років. Також у 1927 році було опубліковано перше видання «Rehder's Manual of Cultivated Trees and Shrubs Hardy in North America» (укр. «Посібник Редера щодо культивованих дерев і кущів, витривалих у Північній Америці»). Заснований переважно на таксономічних аспектах деревних рослин північно-помірного клімату в живих колекціях дендрарію, він виявився дуже затребуваним для ідентифікації у ботаніків і садівників, тому швидко знадобилося друге видання.
Редер здійснив серію поїздок до Європи протягом 1909, 1911 і 1928 років і знову представляв Гарвардський університет і був активним членом номенклатурного комітету на Міжнародному ботанічному конгресі, який проходив у 1930 році в Кембриджі, Англія.
У 1934 році Гарвард призначив його доцентом дендрології, і наступного року Редер востаннє відвідав Європу, щоб взяти участь у Міжнародному ботанічному конгресі, що відбувся в Амстердамі. І він, і директор дендропарку Елмер Дрю Меррілл, працювали у Міжнародному комітеті з номенклатури судинних рослин.
Починаючи з 1915 року Редер вів картотеку літературних посилань на деревні північно-помірні рослини. У цьому покажчику, який співробітники дендропарку називали «картками Редера», містилися всі наявні посилання в періодичній літературі. Редер зазначив ботанічні назви та їхні синоніми всіх рослин, які з'явилися в його посібнику.
Альфред Редер офіційно вийшов на пенсію в 1940 році у віці 77 років. Це був максимальний вік, коли він міг продовжувати працювати в Гарвардському університеті. Він неохоче звільнився з дендропарку, але зберіг для свого користування офіс у будівлі Ханневелла і продовжував працювати над повною бібліографією культивованих деревних рослин на основі свого індексу, який на той час містив близько 150 000 карток. У 1946 році він завершив рукопис для «Bibliography of Cultivated Trees and Shrubs Hardy in the Cooler Temperate Regions of the Northern Hemisphere» (укр. «Бібліографія культивованих дерев і кущів, витривалих у холодніших регіонах північної півкулі»), побачив цю важливу працю в пресі та відсвяткував її публікацію разом зі своїми колегами з Дендрарію в червні 1949 року. Він продовжив свою роботу в дендропарку до початку липня того ж року. 21 липня 1949 року Альфред Редер помер у своєму домі на Орчард-стріт, на Ямайській рівнині, лише за кілька кроків від дендрарію Арнольда, де він провів понад півстоліття. Він залишив велику ботанічну бібліотеку, яку за сприяння Елмера Дрю Меррілла його родина продала Національному музею в Манілі, бібліотека та колекції якого були знищені під час Другої світової війни.

## Наукова діяльність
За своє життя Редер був автором опису принаймні 1400 таксонів (понад 800 назв видів та понад 600 сортів або підвидів) і автором, як німецькою, так і англійською, понад 1000 наукових статей в ботанічних і садівничих виданнях; повна бібліографія була складена його онукою Аннеліз Редер і опублікована після біографії Редера авторства Кларенса Кобускі в журналі «Arnold Arboretum».
Працюючи над «The Bradley bibliography: a guide to the literature of the woody plants of the world», Редер проконсультувався в кожній ботанічній бібліотечній колекції на сході Сполучених Штатів, а також здійснив дві поїздки до Європи, щоб відвідати бібліотеки в десяти країнах. Він також найняв консультантів, які надсилали доповнення до Бібліографії Бредлі для матеріалів мовами, якими він не володів, наприклад угорською та сербською. У бібліографії записи про публікації, які Редер не перевіряв сам, позначені невеликим символом, але вони становлять менше п'яти відсотків із понад 100 000 записів. Перший том був опублікований у 1911 році, а ще чотири томи видавалися до 1918 року.
Редер займався ідентифікацією величезної кількості зразків, привезених з Китаю Ернестом Генрі Вілсоном у 1907—1911 роках. Лише під час експедиції 1907—1909 рр. було створено понад 50 000 гербарних аркушів, а також насіння, живці, цибулини та коріння понад 1000 видів, деякі з яких абсолютно нові, і всі вони потребували ідентифікації та класифікації. Документаціями цієї роботи Редера та Вілсона, а також їхніх колег Джорджа Рассела Шоу та Камілло Шнайдера стали тритомні «Plantae Wilsonianae: An Enumeration of the Woody Plants Collected in Western China for the Arnold Arboretum of Harvard University During the Years 1907, 1908, and 1910 by E. H. Wilson».
Публікація у 1927 році «Посібника Редера щодо культивованих дерев і кущів, витривалих у Північній Америці» стала дуже важливою для дендрарію Арнольдав, який в той час переживав фінансові труднощі. Посібник представляв «систематичний і описовий перелік культивованих дерев і кущів, витривалих у Північній Америці», і сприяв «їх ідентифікації за допомогою аналітичних ключів». Вона одразу стала улюбленою книгою як для ботаніків, так і для садівників. Книга виявилася настільки корисною і популярною, що вийшла вдруге. У 1940 році було випущено повністю переглянуте друге видання, яке включило нові види та змінило правила та номенклатуру, прийняті на Міжнародних ботанічних конгресах 1930 та 1935 років. Протягом багатьох років було зроблено кілька перевидань цього другого видання Посібника, включно з перевиданням у 2001 році. У 1997 році «Посібник Редера» було обрано як одну з «75 великих американських садових книг» Американським товариством садівників.
Серед інших своїх досягнень Редер створив першу систему ізотермічних зон для Сполучених Штатів, яка продемонструвала, як суворість зими корелювала зі стійкістю рослин. Робота Редера допомогла створити те, що зараз відомо як карти зон стійкості USDA.

## Визнання
На честь Редера названо понад 60 родів і видів.
На момент смерті Редер був членом наступних ботанічних і садівничих товариств:
- Почесний член Ботанічного товариства Единбурга
- Почесний член Лондонського королівського садівничого товариства
- Стипендіат Американської академії мистецтв і наук
- Член Американської асоціації сприяння розвитку науки
- Почесне членство в Німецького дендрологічного товариства
- Почесне членство в Чехословацького дендрологічного товариства
- Почесне членство в Товаристві рододендронів
- Почесне членство в садівничому товаристві Пенсільванії
- Член-кореспондент Пекінського товариства природознавства
- Член-кореспондент Ботанічного товариства Японії
- Іноземний член Ліннеївського товариства Лондона
- Член Товариства садівництва
- Член Німецького ботанічного товариства
- Член Бостонського товариства природознавства
- Член Ботанічного клубу Нової Англії
- Член Товариства систематиків рослин
- Член Ботанічного товариства Америки

## Родина
Альфред Редер одружився в Дрездені в 1906 році з Аннеліз Гедвіг Шрефельд (1875—1967) — донькою Густава Шрефельда, у якого він працював у Мускау за 20 років до того.
У подружжя було троє дітей: Гаральд Альфред (1907—1996), Герхард Оскар (1908—1996) і Сільвія Софі (1912—1996).